# Estación de Portalegre
La Estación Ferroviaria de Portalegre, también conocida como Estación de Portalegre, es una plataforma ferroviaria de la Línea del Este, que sirve al ayuntamiento de Portalegre, en Portugal.

## Descripción

### Localización
Esta plataforma se encuentra junto a la localidad de Portalegre Estación, en la parroquia de Urra

### Vías de circulación y plataformas
En enero de 2011, poseía tres vías de circulación, dos con 430 metros de longitud, y una con 398 metros; las plataformas tenían todas 112 metros de longitud y 35 centímetros de altura.

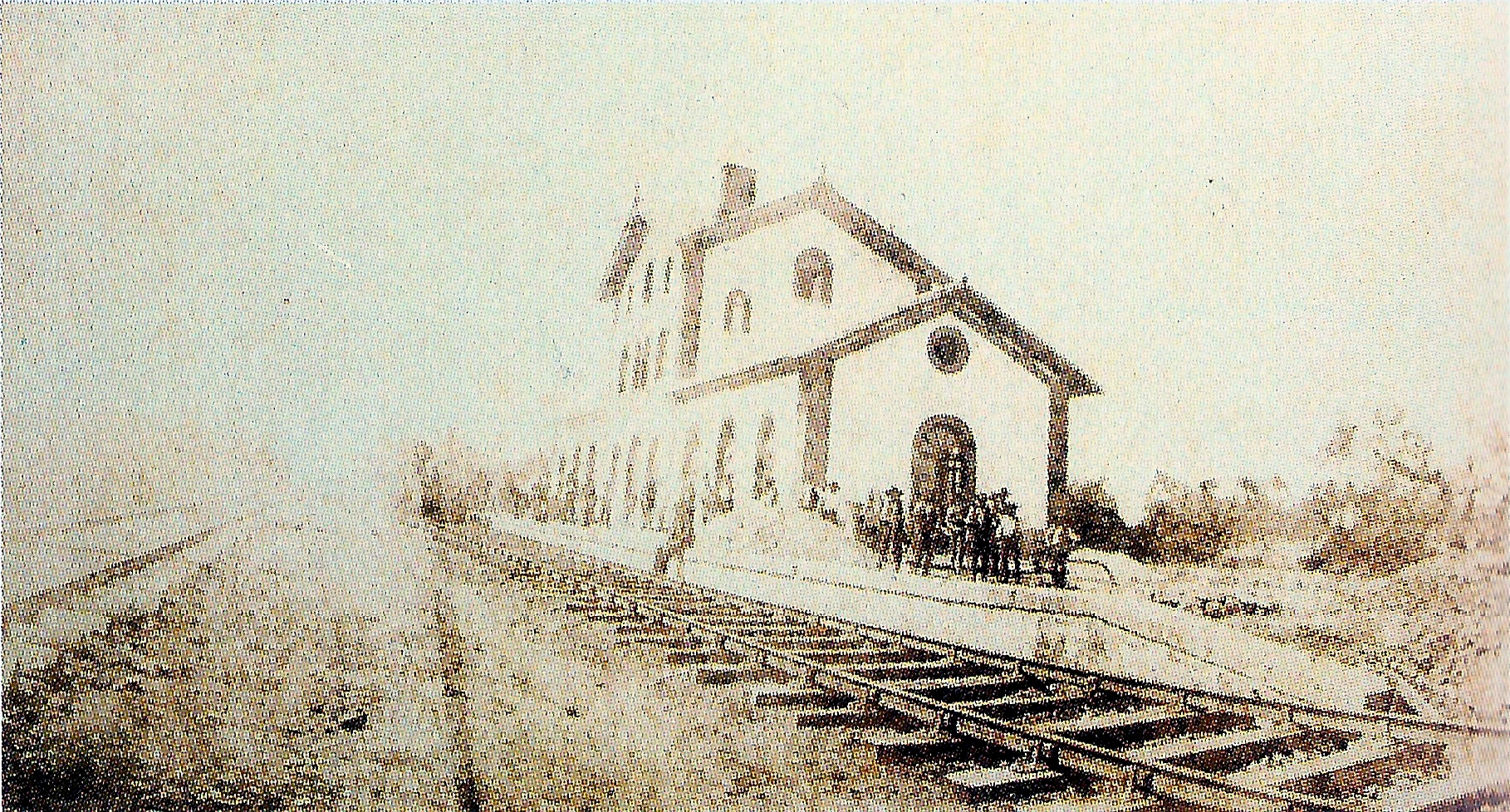
Estación de Portalegre, en la segunda mitad del.

## Historia

### Inauguración
Se inserta en el tramo entre las estaciones de Crato y Elvas de la Línea del Este, que entró en servicio el 4 de julio de 1863, con la Compañía Real de los Caminhos de Ferro Portugueses. La conexión hasta Monte de Vide abrió a la explotación el 27 de noviembre de 1948, concluyendo el Línea de Portalegre.